# Machimus socotrae
Machimus socotrae är en tvåvingeart som beskrevs av Geller-grimm 2002. Machimus socotrae ingår i släktet Machimus och familjen rovflugor. Inga underarter finns listade i Catalogue of Life.